# Commicarpus sinuatus
Commicarpus sinuatus är en underblomsväxtart som beskrevs av Robert Desmond Meikle. Commicarpus sinuatus ingår i släktet Commicarpus, och familjen underblomsväxter. Inga underarter finns listade i Catalogue of Life.